# Megasoma mars
Megasoma mars (Reiche, 1852) è un insetto coleottero della famiglia degli Scarabeidi.

## Descrizione
Megasoma mars è di grandi dimensioni, può infatti arrivare a misurare fino a 14 cm. È, inoltre il più pesante dinastino del mondo, arrivando a pesare fino a 50 g.
Questo coleottero, presenta un corpo molto lucido, e tre paia di arti robusti e lunghi. La particolarità della lucentezza dell'intero corpo, però, comprende solo i maschi, infatti le femmine, presentano anch'esse le elitre lucide, mentre il protorace è rugoso.

## Biologia

### Larva
La larva, uscita dalle uova dopo 25 giorni dalla deposizione, è di grosse dimensioni e pesante, viste poi anche le dimensioni e il peso dell'adulto. Essa è della tipica forma a "C", e vive nel terreno nutrendosi di materia organica in decomposizione, compiendo 3 stadi: L1, L2, e L3. Lo stadio larvale dura circa 2 anni, dopodiché la larva entra nello stadio di pupa che dura 2 mesi nei maschi e 40 giorni nelle femmine.

### Adulto
Gli adulti appaiono durante tutto l'anno e, essendo di abitudini notturne, sono spesso attratti dalle luci artificiali. Essi formano assembramenti dove c'è perdita de linfa dalle piante o frutta marcescente. A differenza di alcuni membri della sottofamiglia Dynastinae, i megasoma si nutrono anche nello stadio di vita adulta. Ciò permette loro di arrivare a vivere fino a 8 mesi.

## Distribuzione
M. mars è diffuso nel bacino amazzonico del Sud America settentrionale.